# 咲人
咲人（サキト、1981年6月29日 - ）は、日本のギタリスト、ソングライター。ロックバンドナイトメアの下手（しもて）ギター、ロックユニットSEESAWのギターを務める。宮城県出身。血液型はO型。

## 来歴
宮城県大河原町出身。
小学5年生の頃にX JAPANを聴き衝撃を受ける。元々あまり音楽を聴く家庭ではなかったものの、それ以降、音楽を聴かない日がなかったほど一気にのめり込み、自身の音楽人生が始まったという。スコアを買い、家にあった父のクラシック・ギターでX JAPANの曲を弾いたのをきっかけに、当初はクラシック・ギターで練習をしていたが、中学2年生の頃にエレクトリック・ギターを買った友人に触発され、hideと同じB.C.リッチ・モッキンバードタイプのギター一式を買ってもらい音楽活動をスタートさせる。高校1年の時に本格的にバンドを組み、LUNA SEA、L'Arc〜en〜Ciel、PIERROTのコピーに勤しみながらコンテストに出場。高校2年の時にヤマハ主催のTEENS' MUSIC FESTIVALで入賞した。
高校3年の10月に柩と出会い、柩がYOMIを、咲人がNi〜yaを紹介しメンバーが知り合う。センター試験の直前まで大学へ進学するか悩んだが、惰性で進学や就職をするのではなく本気で好きなことをやりたいと考え、コンテストでの入賞を説得材料に親を押し切り、音楽の専門学校への道を選んだ。専門学校デジタルアーツ仙台のミュージックアーティスト科を卒業。
2000年元旦にナイトメアを結成。高校時代に組んでいたバンドでは"咲"という名前を使用していたが、ナイトメアを始めるにあたり、他の咲が付く名前を考えていた時に思いついた"咲人"という名前になる。後にRUKAが加わり、仙台市を拠点にインディーズで活動開始。東京進出を経て、2003年8月に日本クラウンからメジャー・デビューを果たした。
2016年にナイトメアが活動休止になったのち、翌年にソロワーク「JAKIGAN MEISTER」（ジャキガンマイスター）を始動。2017年6月14日にソロアルバム『Ejaculation』をリリースした。

## 人物
RUKAと並ぶナイトメアのメイン作曲家の1人。『GIANIZM』シリーズは咲人が作曲してきたものである。作詞も手掛け、最初に書いた詞は「ジャイアニズム惨」。ナイトメアで作詞をするようになるまでは自ら作曲家でありたいと考えていた。しかし主軸はギタリストであり、誰々のようになりたいではなく「自分は自分でありたい」という意識が強く、ギタリストとして自分にしか出せない音を出せるような"唯一無二"になりたいと語っている。また、音楽以外に映画や本やアートからインスピレーションを受けており、それらをバンドとソロでは区別して楽曲制作に活かしている。
シングルを好まずアルバムの形態でリリースすることにこだわりを持っている。これは曲順によってストーリーや流れを表現できるためであり、ライブのセットリストも同様に考えている。
影響を受けたミュージシャンはSUGIZO、hide、ヌーノ・ベッテンコート、スティーヴ・ヴァイ、レッド・ホット・チリ・ペッパーズなどが主に挙げられるが、聴く音楽はロックからクラシック、ディスコまで幅広い。
2003年、アルバム『Ultimate Circus』の頃に自身を取り巻く環境が原因で精神的に追い込まれ、本気で全てを投げ出したくなりナイトメア脱退を考えたが、結局脱退せずにこの問題を乗り越えた。
DEAD ENDのフォロワーを公言しており、『Player』2013年11月号でDEAD ENDのギタリスト足立祐二とスペシャル対談を果たした。

## 音楽以外の活動
- 2008年、ナイトメアがオープニングテーマ曲を担当した日本テレビ系アニメ『魔人探偵脳噛ネウロ』（1月29日放送分）で声優に初挑戦[20]。
- 2018年9月配信開始の「よゐこのマリパで共同生活」（任天堂）全4回に出演[21]。

## ディスコグラフィ

### JAKIGAN MEISTER
シングル
| 発売日         | タイトル       | 規格品番                          | 備考             |
| -------------- | -------------- | --------------------------------- | ---------------- |
| 2017年11月22日 | スターゲイザー | TRCL-0160:A type TRCL-0161:B type | オリコン最高47位 |
| 2018年11月28日 | 我楽多         | TRCL-0187:A type TRCL-0188:B type | オリコン最高46位 |
| 2019年11月20日 | Halcyon        | TRCL-0211:A type TRCL-0212:B type | オリコン最高44位 |
| 2023年8月30日  | Que sais-je?   | LHMH-1049:A type LHMH-1050:B type | オリコン最高32位 |

アルバム
| 発売日        | タイトル    | 規格品番                          | 備考             |
| ------------- | ----------- | --------------------------------- | ---------------- |
| 2017年6月14日 | Ejaculation | TRCL-0146:A type TRCL-0147:B type | オリコン最高13位 |
| 2018年5月16日 | Yin-Yang    | TRCL-0175                         |                  |
| 2019年5月15日 | Bhava       | TRCL-0198                         |                  |

### 参加作品
- DEAD END Tribute -SONG OF LUNATICS-（2013年9月4日）
  - 「I Can Hear The Rain」にギタリストとして参加[19]。
- V-ANIME collaboration -homme-（2014年3月26日）
  - 「勇者王誕生!」（勇者王ガオガイガー）で遠藤正明と共演。
- V-ANIME collaboration -femme-（2014年5月14日）
  - 「フェアリーテイル〜約束の日〜」（FAIRY TAIL）で米倉千尋と共演。

### 楽曲提供
- FlyME project
  - 「HOLLOW」(2015年、『MEDICODE』収録)、作曲
- 禿夢
  - 「激～HAGE～」（2018年8月15日）、作詞
- 燐舞曲
  - 「prayer[s]」（2020年11月18日）、作詞
  - 「ニルヴァナ」（2020年11月18日）、作詞・作曲・編曲

### ゲーム
- CROSS×BEATS（カプコン）
  - 「kaminoko」「弾丸と星空」提供 (HAKKYOU-KUN 名義)
- crossbeats REV.（カプコン）
  - 「堕罪」提供 (HAKKYOU-KUN feat.せつな 名義)
- crossbeats REV. SUNRISE（カプコン）
  - 「アレルヤ」提供(HAKKYOU-KUN feat.玉置成実 名義)

### タイアップ一覧
| 使用年          | 曲名         | タイアップ                                                                        |
| --------------- | ------------ | --------------------------------------------------------------------------------- |
| JAKIGAN MEISTER |              |                                                                                   |
| 2023年          | Que sais-je? | テレビ東京系『じっくり聞いタロウ〜スター近況（秘）報告〜』9月度エンディングテーマ |

## 使用機材

### 使用ギター
- ESP FOREST-GT 咲人custom[23]

咲人が19歳の頃にオーダーメイドしたギター。市販のフォレストと違う点ではボディがアルダーになっていることである。チューニングは半音下げ、ピックアップはセイモア・ダンカンのSSL-1とTB-11を搭載。
- ESP FOREST-GT[23]

上記のサブギター。もとはシースルーブラックだったが、ライブでネックを折ってしまった際に白に変更。当初は半音下げチューニングだが、後にドロップC#（全弦半音下げ+さらに6弦のみ1音下げ）チューニングに。ピックアップはダンカンのSSL-1とTB-4を搭載。
- ESP Proto-type[23]

オリジナルモデル"Sho-Ryu-Ken"の原点。当初は実験としてスロテッド・ヘッドを採用したが、立って弾いたときの重量バランスが悪く、あまりローが稼げなかったのでライブでは使用されず「the WORLD」のPVや機材展示で使用されたくらいだった。
- ESP N-SS-500 <Sho-Ryu-Ken>[24]

プロトタイプを改良した後出来上がったモデル。改良された点はヘッドに球が付き、ネックジョイントをセットネックに、ボディをレスポール寄りにリファイン、さらにアーチド・トップになっていることである。当初、ピックアップはダンカンのSSL-1とTB-11を搭載していたがホワイト＆ブラックバーストモデルのSho-Ryu-Kenが完成するとダンカンのAPTR-1とAPTL3JDに変更、しかし、多彩な音色に対応するためフロントをSSL-1に戻す。この後さらにドロップC#チューニング用のみハムバッカーに戻す。
- ESP Proto-type <Sho-Ryu-Ken> White&Blackburst

咲人自身が気に入っているテレキャスターの音をモチーフに生み出されたギター。テレキャスターの音に近づけるためボディをアッシュにしている。ピックアップはダンカンのAPTR-1とAPTL3JD、のちにフロントをSSL-1に変更。チューニングは半音下げ。
- ESP Proto-type <Sho-Ryu-Ken> White

ドロップC#チューニングの曲用に製作されたギター。これまでのSho-Ryu-Kenとは違い、ネックジョイントをスルーネックに変更、さらにダウンチューニング対応させるためかハムバッカーを搭載している。ピックアップはダンカンのSSL-1とSH-13を搭載。
- ESP SNAPPER-ALR 咲人custom

ブリッジにピエゾピックアップを搭載し、アコースティックサウンドが出せるようになっているモデル。チューニングは半音下げ、ピックアップはダンカンのSSL-1×2とAPTL3JDを搭載。
- Gibson RD CUSTOM[23]

ドロップB（全弦1音半下げ+さらに6弦のみ1音下げ）チューニングの「ジェネラル」で使用されているギター。

### 使用アンプなど
- VHT PITTBULL(アンプ)[23]
- Hughes & Kettner TRIAMP (アンプ)[23]
- Koch SUPERNOVA 120 (アンプ)
- VHT D412-P50E (キャビネット)
- VHT 412-2530 (キャビネット)
- Koch (キャビネット)
- ROCKTRON PACHIMATE
- YAMAHA YME8 (MIDIエキスパンダー)
- BOSS GT-3 (マルチエフェクター)[23]
- BOSS DD-20 (デジタル・ディレイ)
- FULLTONE OCD (ブースター)
- ELECTRO-HARMONIX POG (オクターバー)
- ELECTRO-HARMONIX オクターブ・マルチプレクサー (オクターバー)[23]
- Seymore Duncan SFX-01 (ピックアップ・ブースター)
- CUSTOM AUDIO ELECTRONICS RS616 (ループ・システム)
- SNARLING DOGS (ワウ・ペダル)[23]
- DigTech Whammy (ワーミーペダル)[23]
- ROCKTORN BASHEE (トーク・ボックス)

## 書籍
- ナイトメア咲人の『鈍行いくの? 〜五十音の旅〜』（DVD付）2009年6月29日、シンコーミュージック・エンタテイメント　ISBN 9784401633074
- ナイトメア咲人の『続・鈍行いくの? 〜五十音の旅〜』（DVD付）2012年3月31日、シンコーミュージック・エンタテイメント　ISBN 9784401635733
- 『TABISITE Vol.1 カンボジア編』（DVD付）2013年11月5日、タイムリーレコード
- 『TABISITE Vol.2 インドネシア編』（DVD付）2014年11月12日、タイムリーレコード